# Caméra Urban Bioscope
L'Urban Bioscope (du Grec ancien bios, la vie et skopeein, observer) est une caméra argentique déclinée en plusieurs modèles, conçue par l'Anglo-américain Charles Urban, construite à Londres où se déroula l'essentiel de sa carrière.

## Histoire

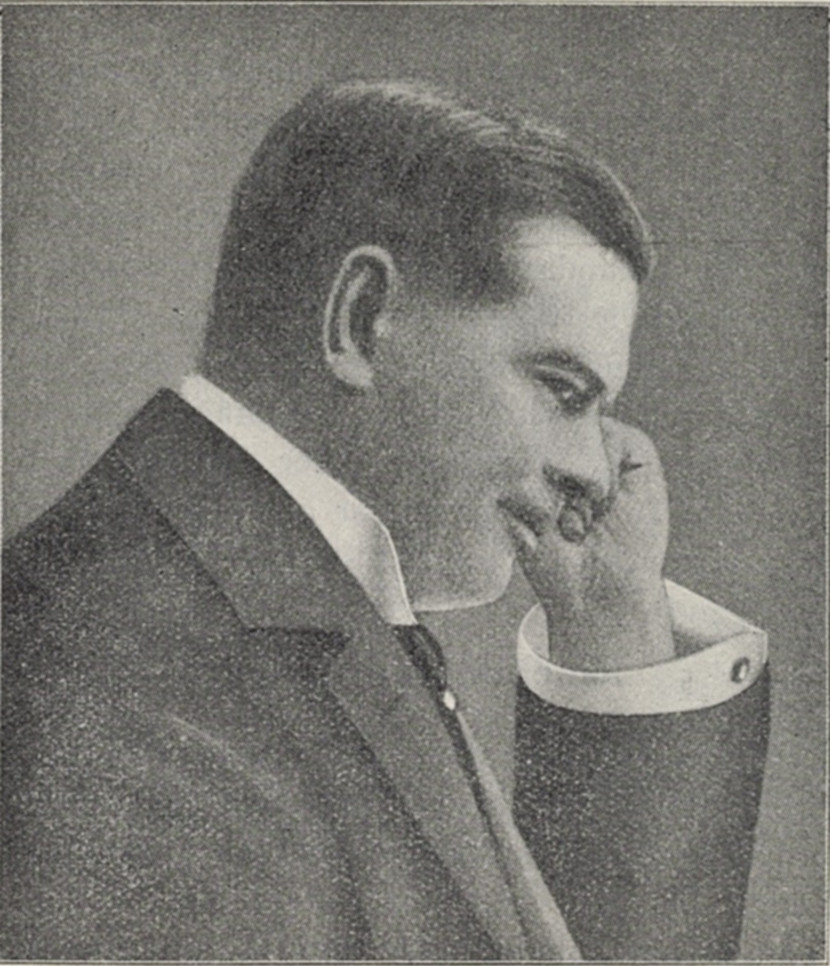
Charles Urban en 1914.

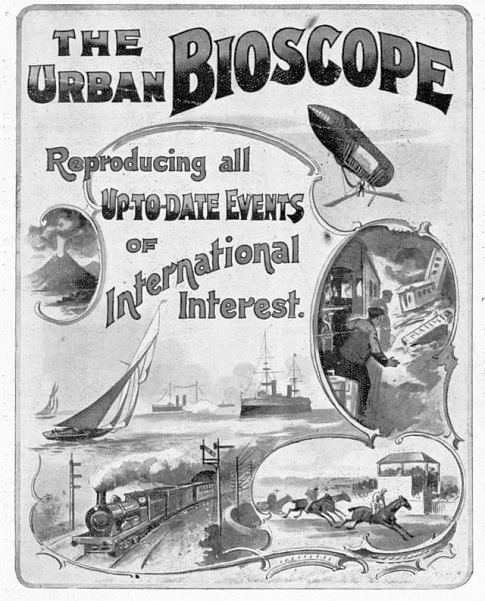
Publicité Urban Bioscope (caméras et appareils de projection 35 mm) (1902).

Né d'une famille d'origine austro-hongroise immigrée aux États-Unis, Charles Urban débute au cinéma dans le cadre d'un Kinetoscope Parlor situé à Detroit (Michigan), puis, à trente ans, il s'installe en Angleterre où il crée sa société pour proposer aux professionnels et aux amateurs des caméras au 35 mm, ainsi que des appareils de projection et divers accessoires.
En 1906, il invente avec le réalisateur George Albert Smith un procédé de prise de vues et de projections en couleurs partielles : le Kinémacolor qu'ils exploitent jusqu'en 1914, avec un certain succès notamment en France, dans une société commune. Après la guerre de 1914-1918, il revient définitivement aux États-Unis où il fonde une nouvelle société dans le but de tourner des films éducatifs.

## Description générale desUrban Bioscope

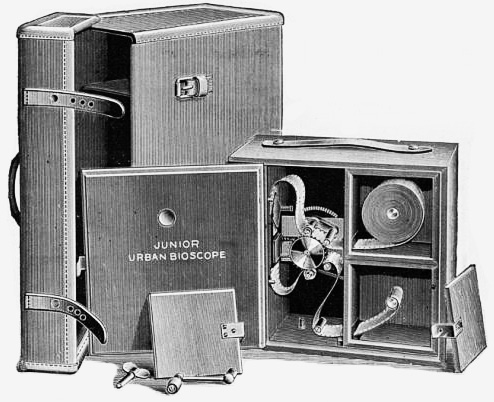
Caméra Junior Urban Bioscope 35 mm et sa sacoche (1902).

D'après l'historien du cinéma américain Charles Musser, Urban a tout simplement pris modèle sur la caméra Cinématographe de Louis Lumière pour mettre au point son matériel. Mais néanmoins elle n'en est pas la copie conforme.
Sans surprise, on retrouve le procédé d'avance intermittente par une came triangulaire activant un cadre porte-griffes, dont l'éloignement ou le rapprochement alternatifs de la pellicule sont assurés par un disque à rampe sinueuse. Deux tambours dentés alimentent le mécanisme en pellicule vierge et rembobine après exposition. Un obturateur à deux pales réglables complète le dispositif, identique à celui du cinématographe.

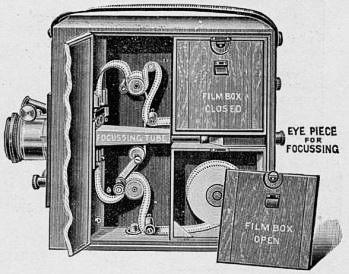
Caméra Urban Bioscope 35 mm ouverte (1902). On peut suivre le parcours de la pellicule d'une boîte étanche à l'autre. On remarque aussi le tube optique de vision à travers la pellicule (focussing tube).

La fabrication est de qualité soignée, en bois d'acajou sur les modèles professionnels. Les coins de celles-ci sont protégés des chocs par des onglets en laiton. À l'intérieur du boîtier, le magasin en deux parties munies pour chacune d'elles d'un couvercle de protection, permet de charger et décharger ces petites boîtes en chambre noire, mais de les installer dans la caméra en plein jour. Seul, le morceau de pellicule que l'on sort de la boîte supérieure et que l'on passe dans le mécanisme avant d'accrocher son extrémité au noyau de la boîte inférieure, est voilé par la lumière. 
La visée et le réglage de l'objectif (le point) se font en transparence de la pellicule par un tube optique.
Le succès aidant, Charles Urban a encore créé un modèle spécial pour les jeunes, le Junior Urban Bioscope.